# Danh sách giải thưởng đặc biệt của Hoa hậu Thế giới

## Hoa hậu do khán giả bình chọn
| Năm  | Chiến thắng           | Đại diện cho | Vị trí tại HHTG |
| ---- | --------------------- | ------------ | --------------- |
| 2003 | Olivia Stratton       | Úc           | Bán kết         |
| 2008 | Dương Trương Thiên Lý | Việt Nam     | [ 1 ]           |
| 2013 | Maroua Kharbouch      | Gibraltar    | Top 6           |
| 2014 | Nonthawan Thongleng   | Thái Lan     | Top 11          |
| 2015 | Trần Ngọc Lan Khuê    | Việt Nam     | Top 11          |

## Hoa hậu do các thí sinh bình chọn
- Chỉ trao giải trong năm 2004.

| Năm  | Chiến thắng          | Đại diện cho | Vị trí tại HHTG |
| ---- | -------------------- | ------------ | --------------- |
| 2004 | Sarah Janette Davies | Úc           | Bán kết         |

## Hoa hậu Người mẫu
- Bắt đầu từ năm 2004 nhưng không có trong năm 2005, 2006.

| Năm  | Chiến thắng        | Quốc gia             | Vị trí tại HHTG       |
| ---- | ------------------ | -------------------- | --------------------- |
| 2004 | Yessica Ramírez    | México               | Bán kết               |
| 2007 | Trương Tử Lâm      | Trung Quốc           | HOA HẬU THẾ GIỚI 2007 |
| 2008 | Ksenia Sukhinova   | Nga                  | HOA HẬU THẾ GIỚI 2008 |
| 2009 | Perla Beltrán      | México               | Á hậu 1               |
| 2010 | Mariann Birkedal   | Na Uy                | Top 7                 |
| 2011 | Zhanna Zhumaliyeva | Kazakhstan           | Top 15                |
| 2012 | Atong Demach       | Nam Sudan            | Top 7                 |
| 2013 | Megan Young        | Philippines          | HOA HẬU THẾ GIỚI 2013 |
| 2014 | Isidora Borovčanin | Bosnia & Herzegovina |                       |

## Hoa hậu Tài năng
- Bắt đầu từ năm 1978 và trở lại vào năm 2001.

| Năm  | Chiến thắng              | Đại diện cho             | Vị trí tại HHTG       |
| ---- | ------------------------ | ------------------------ | --------------------- |
| 1978 | Louvette Monzon Hammond  | Philippines              |                       |
| 2001 | Stephanie Chase          | Barbados                 |                       |
| 2002 | Rebekah Revels           | Hoa Kỳ                   | Chung kết             |
| 2003 | Irina Onashvili          | Gruzia                   | Bán kết               |
| 2004 | Shermain Jeremy          | Antigua                  | Bán kết               |
| 2005 | Kmisha Counts            | Quần đảo Virgin thuộc Mĩ | Bán kết               |
| 2006 | Catherine Jean Milligan  | Bắc Ireland              | Bán kết               |
| 2007 | Irene Dwomoh             | Ghana                    | Bán kết               |
| 2008 | Natalie Griffith         | Barbados                 | Bán kết               |
| 2009 | Lena Ma đồng hạng        | Canada                   | Á hậu 4               |
| 2009 | Mariatu Kargbo đồng hạng | Sierra Leone             | Bán kết               |
| 2010 | Emma Britt Waldron       | Ireland                  | Top 5                 |
| 2011 | Gabriela Pulgar          | Chile                    |                       |
| 2012 | Vu Văn Hà                | Trung Quốc               | HOA HẬU THẾ GIỚI 2012 |
| 2013 | Vania Larissa            | Indonesia                | Top 10                |
| 2014 | Dewi Liana Seriestha     | Malaysia                 | Top 25                |

## Hoa hậu Bãi biển
- Bắt đầu từ năm 1995 nhưng không có giải trong năm 1998 và 2002. Từ năm 2015 trở đi, phần thi này đã bị loại bỏ

| Năm  | Chiến thắng          | Đại diện cho      | Vị trí tại HHTG       |
| ---- | -------------------- | ----------------- | --------------------- |
| 1995 | Miri Bohadana        | Israel            | Chung kết             |
| 1996 | Yessica Salazar      | México            | Bán kết               |
| 1997 | Diana Hayden         | Ấn Độ             | HOA HẬU THẾ GIỚI 1997 |
| 2003 | Rosanna Davison      | Ireland           | HOA HẬU THẾ GIỚI 2003 |
| 2004 | Nancy Randall        | Hoa Kỳ            | Á hậu 2               |
| 2005 | Yulia Ivanova        | Nga               | Bán kết               |
| 2006 | Federica Guzmán      | Venezuela         | Bán kết               |
| 2007 | Ada de la Cruz       | Cộng hòa Dominica | Bán kết               |
| 2008 | Anagabriela Espinoza | México            | Bán kết               |
| 2009 | Kaiane Aldorino      | Gibraltar         | HOA HẬU THẾ GIỚI 2009 |
| 2010 | Yara Lasanta         | Puerto Rico       | Bán kết               |
| 2011 | Alize Lily Mounter   | Anh               | Top 7                 |
| 2012 | Sophie Moulds        | Wales             | Á hậu 1               |
| 2013 | Sancler Frantz       | Brasil            | Top 6                 |
| 2014 | Olivia Asplund       | Thụy Điển         | Top 25                |

## Hoa hậu Thể thao
| Năm  | Chiến thắng           | Đại diện cho      | Vị trí tại HHTG |
| ---- | --------------------- | ----------------- | --------------- |
| 2003 | Nazanin Afshin-Jam    | Canada            | Á hậu 1         |
| 2004 | Amy Guy               | Wales             | Bán kết         |
| 2006 | Malgosia Majewska     | Canada            | Bán kết         |
| 2007 | Abigail McCary        | Hoa Kỳ            | Bán kết         |
| 2008 | Alexandra Ívarsdóttir | Iceland           | Bán kết         |
| 2009 | Sasaki Eruza          | Nhật Bản          | Bán kết         |
| 2010 | Lori Moore            | Bắc Ireland       | Bán kết         |
| 2011 | Marianly Tejada       | Cộng hòa Dominica |                 |
| 2012 | Sanna Jinnedal        | Thụy Điển         |                 |
| 2013 | Jacqueline Steenbeek  | Hà Lan            | Top 20          |
| 2014 | Krista Haapalainenk   | Phần Lan          | Top 25          |

## Hoa hậu Nhân ái
| Năm  | Chiến thắng                    | Đại diện cho      | Vị trí tại HHTG |
| ---- | ------------------------------ | ----------------- | --------------- |
| 2001 | Piarella Rodríguez             | Costa Rica        |                 |
| 2002 | Nozipho Shabangu               | Eswatini          |                 |
| 2003 | Denisa Kola                    | Albania           |                 |
| 2004 | Tonoya Toyloy                  | Jamaica           |                 |
| 2005 | Oh Eun Young                   | Hàn Quốc          | Chung kết       |
| 2006 | Lamisi Mbillah                 | Ghana             | Bán kết         |
| 2007 | Valeska Saab (đồng hạng)       | Ecuador           | Bán kết         |
| 2007 | Trương Gia Nhi (đồng hạng)     | Hồng Kông         | Bán kết         |
| 2008 | Gabrielle Walcott              | Trinidad & Tobago | Á hậu 2         |
| 2009 | Pooja Chopra                   | Ấn Độ             | Bán kết         |
| 2010 | Natasha Metto                  | Kenya             | Bán kết         |
| 2011 | Stephanie Karikari (đồng hạng) | Ghana             |                 |
| 2011 | Astrid Ellena (đồng hạng)      | Indonesia         | Bán kết         |
| 2012 | Vanya Mishra                   | Ấn Độ             | Top 7           |
| 2013 | Ishani Shrestha                | Nepal             | Top 10          |

## Thiết kế trang phục đẹp nhất
| Năm  | Chiến thắng                  | Đại diện cho         | Vị trí tại HHTG       |
| ---- | ---------------------------- | -------------------- | --------------------- |
| 1995 | Anica Martinović             | Croatia              | Á hậu 1               |
| 1996 | Rani Joan Jeyraj             | Ấn Độ                | Chung kết             |
| 1997 | Sofia Joelsson               | Thụy Điển            |                       |
| 1998 | Maaret Saija Nousiainen      | Phần Lan             |                       |
| 1999 | Jenny Chervoney              | Israel               | Chung kết             |
| 2000 | Margarita Kravtsova          | Kazakhstan           | Chung kết             |
| 2001 | Seo Hyun-jin                 | Hàn Quốc             |                       |
| 2002 | Azra Akin                    | Thổ Nhĩ Kỳ           | HOA HẬU THẾ GIỚI 2002 |
| 2003 | Claudia Hernández            | Perú                 | Bán kết               |
| 2004 | Ellen Petri                  | Bỉ                   |                       |
| 2005 | Hande Subasi                 | Thổ Nhĩ Kỳ           |                       |
| 2006 | Ivana Ergić                  | Croatia              |                       |
| 2007 | Cho Eun-ju                   | Hàn Quốc             |                       |
| 2008 | Lane Lindell                 | Hoa Kỳ               |                       |
| 2009 | Mariatu Kargbo               | Sierra Leone         | Bán kết               |
| 2010 | Mihilani Teixeira            | Polynésie thuộc Pháp | Bán kết               |
| 2011 | Gizem Karaca                 | Thổ Nhĩ Kỳ           |                       |
| 2012 | Không trao giải              |                      |                       |
| 2013 | Marine Lorphelin (đồng hạng) | Pháp                 | Á hậu 1               |
| 2013 | Vania Larissa (đồng hạng)    | Indonesia            | Top 10                |
| 2014 | Koyal Rana                   | Ấn Độ                | Top 10                |

### Giải thưởng truyền thông
| Năm  | Chiến thắng      | Đại diện cho | Vị trí tại HHTG |
| ---- | ---------------- | ------------ | --------------- |
| 2012 | Vanya Mishra     | Ấn Độ        | Top 7           |
| 2013 | Navneet Dhillon  | Ấn Độ        | Top 20          |
| 2014 | Elizabeth Safrit | Hoa Kỳ       | Á hậu 2         |

## Trang phục truyền thống đẹp nhất
- Bắt đầu từ năm 1971 nhưng không trao giải trong các năm 1972 đến 1991 và từ năm 1998 đến năm 2013.

| Năm  | Chiến thắng          | Đại diện cho | Vị trí tại HHTG |
| ---- | -------------------- | ------------ | --------------- |
| 1971 | Onelia Ison Jose     | Philippines  | Á hậu 1         |
| 1992 | Nina Khilji          | Canada       |                 |
| 1993 | Karminder Kaur-Virk  | Ấn Độ        |                 |
| 1994 | Irene Ferreira       | Venezuela    | Á hậu 2         |
| 1995 | Anica Martinović     | Croatia      | Á hậu 1         |
| 1996 | Anuska Valeria Prado | Brasil       | Á hậu 2         |
| 1997 | Lauralee Martinovich | New Zealand  | Á hậu 1         |

## Hoa hậu Cá tính
- Bắt đầu từ năm 1973 nhưng không trao giải vào năm 1991, 1999-2002, 2004-2014.

| Năm  | Chiến thắng              | Đại diện cho    | Vị trí tại HHTG |
| ---- | ------------------------ | --------------- | --------------- |
| 1973 | Anna Maria Groot         | Hà Lan          | Bán kết         |
| 1974 | Judy Dirkin              | Hồng Kông       |                 |
| 1975 | Vinah Thembi Mamba       | Eswatini        |                 |
| 1976 | Veronica Mutsepe         | Nam Phi         |                 |
| 1977 | María Elizabeth Giardina | Paraguay        |                 |
| 1978 | Wendy Lorraine Daykin    | Quần đảo Cayman |                 |
| 1979 | Anne-Marie Franke        | Guam            |                 |
| 1980 | Annette Labrecque        | Canada          |                 |
| 1981 | Doris Espinoza           | México          | Bán kết         |
| 1982 | Maureen Therese Lewis    | Quần đảo Cayman | Chung kết       |
| 1983 | Catia Pedrosa            | Brasil          | Á hậu 2         |
| 1984 | Ana Luisa Seda           | Panama          |                 |
| 1985 | Fiona Louise Hartley     | Đảo Man         |                 |
| 1986 | Dominique Martínez       | Gibraltar       |                 |
| 1987 | Clotilde Cabrera         | Hoa Kỳ          |                 |
| 1988 | Helena Isabel Laureano   | Bồ Đào Nha      |                 |
| 1989 | Greet Ramaekers          | Bỉ              |                 |
| 1990 | Sabina Umeh              | Nigeria         |                 |
| 1992 | Ana María Johanis        | Guatemala       |                 |
| 1993 | Charlotte Als            | Đan Mạch        |                 |
| 1994 | Patinya Thongsri         | Thái Lan        |                 |
| 1995 | Toyin Raji               | Nigeria         |                 |
| 1996 | Daisy Reyes              | Philippines     |                 |
| 1997 | Tanya Tiana Suesuntisook | Thái Lan        | Chung kết       |
| 1998 | Alvina Grand d'Court     | Seychelles      |                 |
| 2003 | Helen Aponte             | Bolivia         | Bán kết         |

## Hoa hậu Ảnh
- Bắt đầu trao giải từ năm 1973 nhưng không trao vào các năm 1991, 1999-2000, 2002-2013.

| Năm  | Người chiến thắng       | Đại diện cho | Vị trí tại HHTG       |
| ---- | ----------------------- | ------------ | --------------------- |
| 1973 | June Gouthier           | Seychelles   | Bán kết               |
| 1974 | Jadranka Brajac         | Nam Tư       |                       |
| 1975 | Maggie Siew             | Singapore    |                       |
| 1976 | Jakki Moore             | Ireland      | Bán kết               |
| 1977 | Dagmar Winkler          | Paraguay     | Á hậu 3               |
| 1978 | Martha Eugenia Ortiz    | México       | Á hậu 3               |
| 1979 | Karin Zorn              | Áo           | Chung kết             |
| 1980 | Michelle Rocca          | Ireland      |                       |
| 1981 | Melissa Hannan          | Úc           | Chung kết             |
| 1982 | Lolita Morena           | Thụy Sĩ      | Chung kết             |
| 1983 | Bernarda Marovt         | Nam Tư       | Bán kết               |
| 1984 | Astrid Carolina Herrera | Venezuela    | HOA HẬU THẾ GIỚI 1984 |
| 1985 | Kayonga Mureka Tete     | Zaire        | Bán kết               |
| 1986 | Rosemary Thompson       | Ireland      | Bán kết               |
| 1987 | Karin Trydell           | Thụy Điển    |                       |
| 1988 | Mariluz Aguilar         | Guatemala    |                       |
| 1989 | Anna Gorbunova          | Liên Xô      |                       |
| 1990 | Sharon Luengo           | Venezuela    | Á hậu 2               |
| 1992 | Ravit Asaf              | Israel       | Bán kết               |
| 1993 | Barbara Chiappini       | Ý            |                       |
| 1994 | Aishwarya Rai           | Ấn Độ        | HOA HẬU THẾ GIỚI 1994 |
| 1995 | Jacqueline Aguilera     | Venezuela    | HOA HẬU THẾ GIỚI 1995 |
| 1996 | Ana Cepinska            | Venezuela    | Chung kết             |
| 1997 | Diana Hayden            | Ấn Độ        | HOA HẬU THẾ GIỚI 1997 |
| 1998 | Adriana Reis            | Brasil       | Bán kết               |
| 2001 | Lada Engchawadechasilp  | Thái Lan     |                       |

## Hiển thị
1. ↑  Trước chung kết vài giờ, giải thưởng đã bị hủy bỏ do hệ thống bình chọn bị lỗi kĩ thuật

## Liên kết
- Pageantopolis Lưu trữ ngày 20 tháng 8 năm 2020 tại Wayback Machine
- Jimmy's Pageant Page